# Luzitanci (ep)
Luzitanci (por. Os Lusiadas) je epska poema portugalskog književnika Luísa Vaza de Camõesa. 
Camões je u deset pjevanja opisao pothvate portugalskih pomoraca iz 15. i 16. stoljeća. Među kojima i putovanje Vasca da Game u Indiju (1497. – 1498.). Luzitanci se smatraju portugalskim nacionalnim epom, a prvo izdanje djela je tiskano 1572.g.